# Sadja
Sadja est un film allemand muet réalisé par Adolf Gärtner et Erik Lund, sorti en 1918. 

## Synopsis
Inconnu.

## Fiche technique
- Titre : Sadja
- Réalisation : Adolf Gärtner et Erik Lund
- Scénario : Karl Franke
- Pays d'origine :  Allemagne
- Sociétés de production : Ring Film
- Format : Noir et blanc - muet
- Dates de sortie : 
  -  Allemagne : décembre 1918

## Distribution
- Hans Albers
- Frau Lanehr
- Eva May
- Heinz Stieda